# District Ardonski
District Ardonski (Russisch: Ардо́нский райо́н) is een district in het midden van de Russische autonome republiek Noord-Ossetië. Het district heeft een oppervlakte van 376,5 vierkante kilometer en een inwonertal van 30.685 in 2010. Het administratieve centrum bevindt zich in Ardon.
Bestuurlijk centrum: Vladikavkaz

Steden: Alagir · Ardon · Beslan · Digora · Mozdok

Districten: Alagirski · Ardonski · Digorski · Irafski · Kirovski · Mozdokski · Pravoberezjni · Prigorodni